# فردریک ورلاک
فردریک وُرلاک (انگلیسی: Frederick Worlock؛ ۱۴ دسامبر ۱۸۸۶ – ۱ اوت ۱۹۷۳) بازیگر بریتانیایی-آمریکایی بود. او برای بازی در فیلم‌های مختلف در دهه‌های ۱۹۴۰ و ۱۹۵۰ و به‌عنوان صدای هوراس در صد و یک سگ خالدار (۱۹۶۱) شناخته‌شده است.
او اولین حضورش روی صحنه را در سال ۱۹۰۶ در اجرایی از نمایش‌نامه هنری پنجم در بریستول انجام داد و قبل از مهاجرت به آمریکا در دهه ۱۹۲۰، در چهار نمایش در لندن بازی کرد. در آمریکا بین سال‌های ۱۹۲۳ و ۱۹۵۴ در اجراهای تئاتر برادوی ظاهر شد.
ورلاک از سال ۱۹۳۸ تا ۱۹۶۶ به عنوان بازیگر نقش مکمل در فیلم‌هایی از جمله تعقیب تبهکار، دکتر جکیل و آقای هاید، چه سرسبز بود دره من، سنگاپور، ژان دارک، اسپارتاکوس، صد و یک سگ خالدار (صدا)، و اسپینوت ظاهر شد. او در دههٔ ۱۹۴۰ در تعدادی از فیلم‌های شرلوک هولمز با بازی بازیل رتبون بازی کرد.
در سال ۱۹۲۴، او با بازیگری به نام السی فرگوسن، که با او در نمایش ماه-گل در برادوی هم‌بازی شده بود، ازدواج کرد. این ازدواج در سال ۱۹۳۰ به طلاق انجامید.
ورلاک بر اثر ایسکمی مغزی در سال ۱۹۷۳ در سن ۸۶ سالگی درگذشت و در گورستان والهالا مموریال پارک به خاک سپرده شد.

## گزیدهٔ فیلم‌شناسی
- بالالایکا (۱۹۳۹)
- محموله عجیب (۱۹۴۰)
- شاهین دریا (۱۹۴۰)
- خشم در بهشت (۱۹۴۱)
- تعقیب تبهکار (۱۹۴۱)
- دکتر جکیل و آقای هاید (۱۹۴۱)
- چه سرسبز بود دره من (۱۹۴۱)
- قوی سیاه (۱۹۴۲)
- برداشت محصول تصادفی (۱۹۴۲)
- شرلوک هولمز در واشینگتن (۱۹۴۳)
- سربازان نیروی هوایی (۱۹۴۳)
- گذرنامه برای سوئز (۱۹۴۳)
- صحرا (۱۹۴۳)
- شرلوک هولمز با مرگ روبه‌رو می‌شود (۱۹۴۳)
- مادام کوری (۱۹۴۳)
- جین ایر (۱۹۴۳)
- ولوت ملی (۱۹۴۴)
- میدان خماری (۱۹۴۵)
- تصویر دوریان گری (۱۹۴۵)
- زن سبزپوش (۱۹۴۵)
- تعقیب در الجزایر (۱۹۴۵)
- وحشت نیمه‌شب (۱۹۴۶)
- گرگ‌نمای لندن (۱۹۴۶)
- در لباسی خیره‌کننده (۱۹۴۶)
- گردن‌بند (۱۹۴۶)
- ماجرای ماکومبر (۱۹۴۷)
- سنگاپور (۱۹۴۷)
- مرد دوچهره (۱۹۴۷)
- جانی بلیندا (۱۹۴۸)
- ژان دارک (۱۹۴۸)
- اسپارتاکوس (۱۹۶۰)
- صد و یک سگ خالدار (۱۹۶۱) - (صدا)
- فرودگاه (۱۹۷۰)